# Sapporo Securities Exchange
Die Sapporo Securities Exchange (XSAP, Sapporo Shoken Torihikijo) ist eine Wertpapierbörse mit Sitz im japanischen Sapporo, Hokkaido. Sie wurde 1949 gegründet. Die Abkürzung lautet Sapporo Securities.

## Geschichte
- Dezember 1949 – Die Sapporo Stock Exchange wird gegründet
- April 1950 – Die Handelssitzung
- Mai 1985 – Ein neues Marktberichtssystem wird eingeführt um Marktinformationen für lokale Aktien bereitzustellen
- August 1998 – Einführung eines außerbörslichen Handelssystems
- 7. April 2000 – Ambitious, ein Marktplatz für Unternehmen, wird gestartet
- August 2000 – Der Systemhandel mit Aktien, die ausschließlich an der Sapporo Stock Exchange notiert sind, beginnt
- April 2002 – Einführung des spezifischen regulären Mitgliedschaftssystems
- Januar 2003 – Das Handelssystem mit volumengewichtetem Durchschnittspreis (VWAP) wird im außerauktionsbasierten Handel eingeführt
- 1. November 2005 – Aufgrund eines Systemausfalls an der Tokioter Börse wurde das CB-Aktienhandelssystem gestört und der Handel eingestellt
- Dezember 2005 – Die Handelszeiten für das außerbörsliche Handelssystem wurden von 16:00 bis 17:00 Uhr verlängert
- 6. September 2018 – Der Handel wurde aufgrund eines großflächigen Stromausfalls infolge des Erdbebens im Osten von Hokkaido, Iburi, ausgesetzt.
- 1. Oktober 2020 – Aufgrund eines Problems bei der Verbreitung von Marktinformationen wie Aktienkursen im Handelssystem der Tokioter Börse wurde der Handel für alle Aktien, die das System nutzen, ab Handelsbeginn um 9:00 Uhr für den gesamten Tag ausgesetzt. Auch an der Börse von Nagoya und der Börse von Fukuoka wurde der Handel für den gesamten Tag ausgesetzt.